# Hans Falk (författare)
Hans Oskar Falk, född 26 augusti 1949 i Brännkyrka församling i Stockholm, är en svensk idéhistoriker och författare.
Hans Falk är son till konstnären Lars Erik Falk och författaren Kerstin Thorvall samt äldre bror till Gunnar Falk. Efter föräldrarnas separation växte han upp hos fadern. I unga år arbetade han som verkstadssnickare.
Han författardebuterade med novellsamlingen Brunnar i maj (1970), följt av tjänstemannaromanen Roligt nästan jämt (1971), Grinden och andra berättelser (1972), ungdomsboken Vad är det frågan om? (med brodern Gunnar Falk 1974), Sånt är livet (med Gunnar Falk 1980), Den andra trappan (med Olof Windahl 1980), Bagarn från Thunkar och 101 andra limerickar (med Luis Nitka och Lennart Nilsson 1983) och En svensk puritan (1984).
Han disputerade vid Stockholms universitet 1998 på avhandlingen Socialistprästen H.F. Spak (1876–1926). Forskningen kring prästen Spak resulterade också i romanen Emedan jag försökte vara kristen nödgades jag mot min vilja att bli demokrat (2008).
År 2011 gav han ut romanen Uppväxt som uppmärksammades då den gav en ny bild av modern som avled året innan. Han uttalade att modern var en borderline-personlighet i intervjuer.
Första gången var han gift 1973–1975 med författaren Bisse Falk (ogift Browall, född 1950) och andra gången 1978–1988 med Marianne Falk (ogift Paas, född 1949). Med sin tredje och nuvarande hustru Anna Falk (ogift Björkvall, född 1944) gifte han sig 2008. Bland barnen märks klassiske gitarristen Mårten Falk (född 1973).